# Polyphlebium angustatum
Espèce
Polyphlebium angustatum est une fougère de la famille des Hyménophyllacées.

## Description
Cette espèce a les caractéristiques suivantes :
- le rhizome est long et fin
- le pétiole est non ailé sur la majeure partie de sa longueur
- le limbe, diivisé de deux à trois fois, aux nervures à peine ailées ; son ultime segment est large de 0,5 à 1 mm avec une membrane cellulaire formant l'aile toujours existante de part et d'autre des nervures, ce qui différentie cette espèce de Polyphlebium capillaceum dont l'ensemble des segments en sont quasiment dépourvus, réduisant leur largeur à moins de 0,4 mm,
- le style du sore est très allongé, de plus de trois fois la longueur de l'indusie qui est communément ailée.

Cette espèce est très proche de Polyphlebium capillaceum.

## Distribution
Cette espèce est présente en Amérique centrale (particulièrement au Mexique mais aussi au Guatemala) et du Sud (Bolivie, Brésil, Paraguay, Uruguay, Venezuela), à Tristan d'Acunha ainsi que dans la Caraïbe (Cuba, Porto-Rico).
Elle est principalement épiphyte des troncs d'arbre mais aussi terrestre de ravines et roches humides.

## Position taxinomique et historique
En 1818, Dugald Carmichael publie sous le nom Trichomanes angustatum la description de cette espèce qu'il a collectée sur l'île de Tristan da Cuhia durant l'expédition qu'il commandait.
En 1941, Edwin Bingham Copeland la déplace dans le genre Vandenboschia : Vandenboschia angustata Carmich.) Copel..
En 1968, Conrad Vernon Morton la place dans la section Lacosteopsis du sous-genre Trichomanes du genre Trichomanes.
En 2006, Atsushi Ebihara et Jean-Yves Dubuisson la transfèrent dans le genre Polyphlébium.
Elle compte de nombreux synonymes, liste confirmée successivement par Robert G. Stolze et Rolla Milton Tryon (1976), Peter Møller Jørgensen (2011) et d'autres :
- Trichomanes angustatum Carmich.
  - Trichomanes angustatum var. subexsertum (Bosch) C.Chr.
- Trichomanes fulvum Klotzsch
- Trichomanes subexsertum Bosch
- Trichomanes tenerum Spreng.
- Vandenboschia angustata (Carmich.) Copel.
- Vandenboschia tenera (Spreng.) Copel.